# إد فلانغن
إد فلانغن (بالإنجليزية: Ed Flanagan) هو سياسي أمريكي، ولد في 18 ديسمبر 1950 في برلينغتون في الولايات المتحدة، وتوفي في 3 نوفمبر 2017 في نيوهامبشير في الولايات المتحدة. حزبياً، نشط في الحزب الديمقراطي. وقد انتخب Vermont State Auditor ‏.